# Glomalina
La glomalina (GL) è un composto glicoproteico non idrosolubile e altamente persistente (Wright e Upadhyaya, 1998) prodotta nelle pareti cellulari fungine micorriziche (in particolare dalle ife e dalle spore dei funghi micorrizici arbuscolari (AMF)) che rimane nel suolo anche dopo la morte ifale (Driver et al., 2005). La glomalina è stata scoperta nel 1996 dal gruppo di ricerca di Sara F. Wright, una ricercatrice dell'Agricoltural Research Service dell'USDA. Il nome deriva dal phylum Glomeromycota. 

## Scoperta e controversie
La glomalina ha eluso ogni tentativo di rilevamento fino al 1996 in quanto "è richiesto uno sforzo insolito per estrarre la glomalina da studiare: un bagno in citrato combinato con un riscaldamento a 250 °F (121 °C) per almeno un'ora. Nessun altro aggregante del terreno individuato sino a oggi ha mai chiesto un trattamento così drastico". ha commentato Sara Wright. Tuttavia, nel 2010, utilizzando metodi analitici avanzati, la procedura di estrazione per riscaldamento con citrato ha permesso di co-estrarre anche sostanze umiche; non è ancora chiaro, quindi, se la difficoltà di estrazione sia dovuta alla glomalina stessa o alle altre sostanze che vengono co-estratte utilizzando tale metodica.

## Descrizione
La glomalina, come proteina specifica, non è stata ancora isolata e descritta. Tuttavia, le proteine del suolo correlate alla glomalina (GRSP) sono state identificate utilizzando un anticorpo monoclonale (Mab32B11) su spore macinate di funghi AM. Tale complesso è stato individuato in base alle sue condizioni di estrazione e dalla sua reazione con tale anticorpo.
La scopritrice della glomalina, Sara Wright, ritiene che "la molecola della glomalina sia un ammasso di piccole glicoproteine con ferro e altri ioni ... la glomalina contiene dall'1 al 9% di ferro strettamente legato... Abbiamo rilevato la glomalina all'esterno delle ife e crediamo che sia in tal modo che le ife si sigillano per poter trasportare acqua e sostanze nutritive. Potrebbe anche essere ciò che dà loro la rigidità di cui hanno bisogno per coprire gli spazi d'aria tra le particelle del suolo". La glomalina impiega tra i 7 e i 42 anni per degradarsi e si ritiene che contribuisca fino al 30% del carbonio nel suolo in cui sono presenti funghi micorrizici. I livelli più alti di glomalina sono stati rinvenuti nei terreni vulcanici delle Hawaii e del Giappone. 
Esistono anche altre prove circostanziali che dimostrano che la glomalina ha origine dai funghi micorrizici arbuscolari (AMF). Quando i funghi AMF vengono eliminati dal suolo tramite attraverso l'incubazione del suolo senza piante ospiti, la concentrazione di GRSP diminuisce. Un declino simile delle GRSP è stato osservato anche nei suoli incubati di terreni boschivi, rimboschiti e agricoli e nei prati trattati con fungicidi. Le concentrazioni di glomalina nel suolo appaiono correlate alla produttività primaria di un ecosistema. 
La chimica del gruppo delle proteine del suolo correlate alla glomalina (GRSP) non è stata ancora completamente compresa e il legame tra glomalina, GRSP e funghi micorrizici arbuscolari non è ancora chiaro; anche la funzione fisiologica della glomalina nei funghi è attuale argomento di ricerca. 

## Effetti
Le proteine del suolo correlate alla glomalina (GRSP), insieme agli acidi umici, sono una componente significativa della materia organica del suolo e agiscono per legare insieme le particelle minerali, migliorando le qualità stesse dei suoli . La glomalina è stata anche studiata sia per le sue proprietà di immagazzinamento del carbonio e dell'azoto sia come potenziale metodo di sequestro del carbonio.
Si ipotizza anche che la glomalina migliori anche la stabilità degli aggregati del suolo e diminuisca l'erosione degli stessi. È stata infatti trovata una forte correlazione tra GRSP e stabilità dell'acqua aggregata del suolo in un'ampia varietà di suoli in cui il materiale organico è il principale agente legante, sebbene il meccanismo non sia ancora noto. 